# Parepisparis brevidactyla
Parepisparis brevidactyla is een vlinder uit de familie van de spanners (Geometridae). De wetenschappelijke naam van de soort is voor het eerst geldig gepubliceerd door Scoble & Edward.